# Vindeln (plaats)
Vindeln is de hoofdplaats van de gemeente Vindeln in het landschap Västerbotten en de provincie Västerbottens län in Zweden. De plaats heeft 2356 inwoners (2005) en een oppervlakte van 288 hectare. De plaats ligt aan de rivier de Vindelälven.

## Verkeer en vervoer
Bij de plaats loopt de Länsväg 363.
De plaats heeft een station aan de spoorlijn Boden - Bräcke.

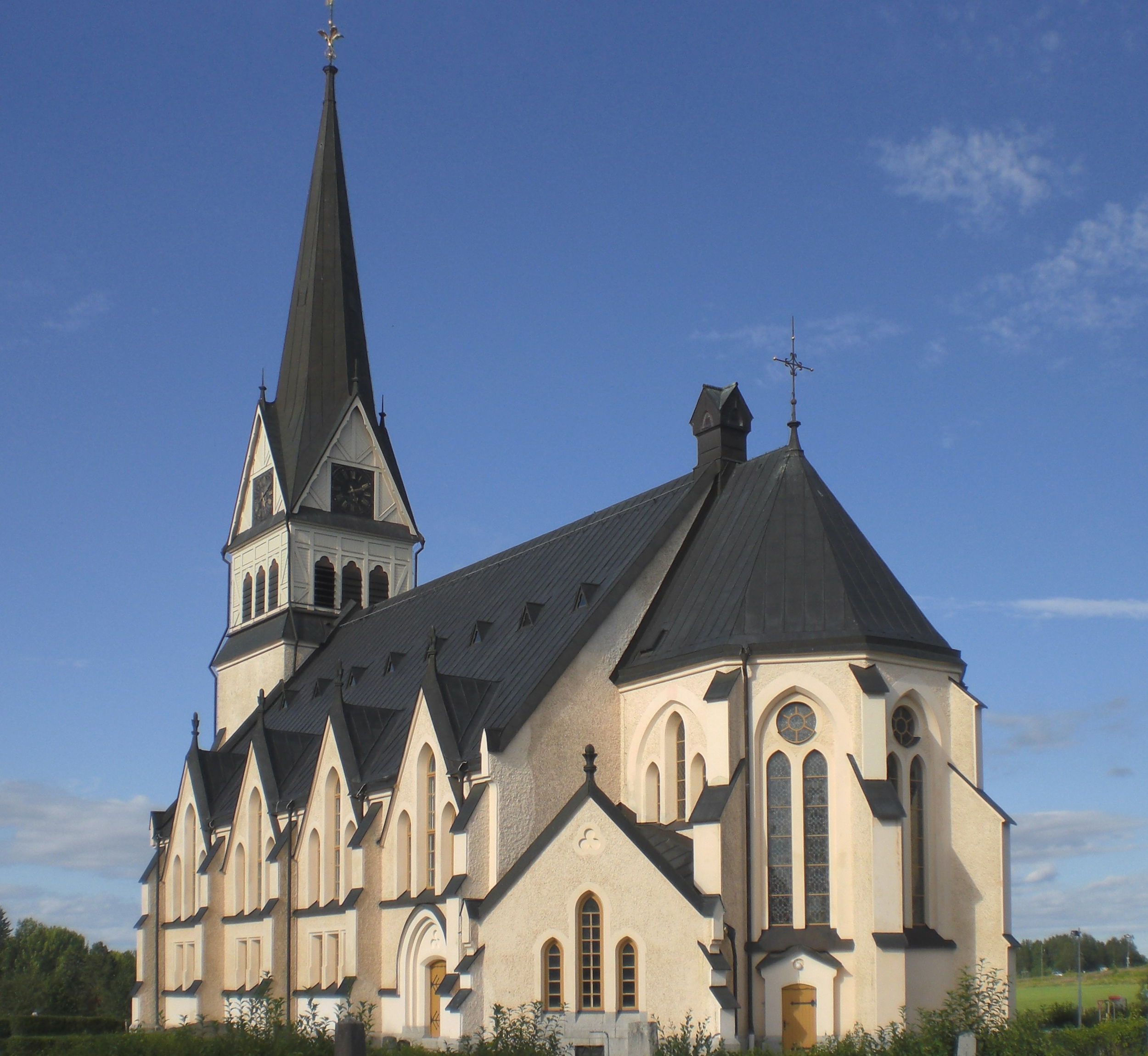
Kerk